# Erythrolophus fuscicorpus
Erythrolophus fuscicorpus är en fjärilsart som beskrevs av Candeze 1927. Erythrolophus fuscicorpus ingår i släktet Erythrolophus och familjen mätare. Inga underarter finns listade i Catalogue of Life.